# Купец

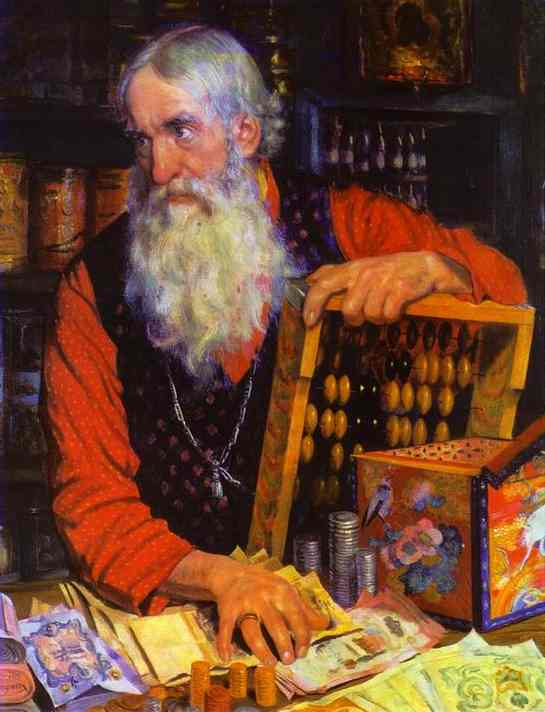
Картина Б. М. Кустодиева Купец, 1918 год

Купе́ц — историческое название предпринимателя в сфере торговли.
Профессия купца известна ещё в Древней Руси, в IX—XIII веках. На первых порах купцы были странствующими, впоследствии же стали оседать в населённых пунктах, где происходил наибольший товарообмен. В Российской империи купцы были выделены в отдельное сословие (см. Купечество), со своим статусом и податями.
Купчиха — жена купца, или женщина, записанная в купеческую гильдию.

## Торговля и транспорт

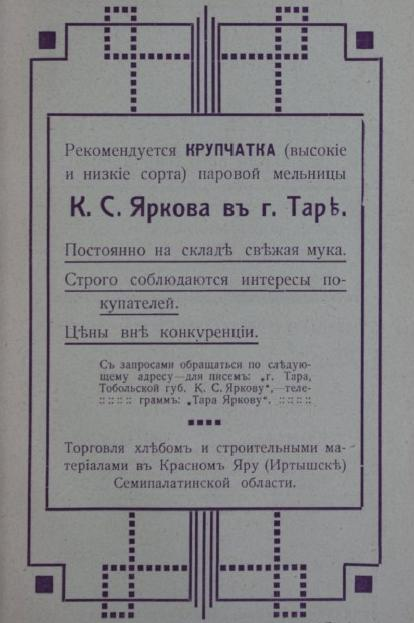
Реклама купца К. С. Яркова, торговавшего в селе Евгащино, 1913 год

Развитие купечества, торгового дела было издревле тесно связано с развитием различных путей сообщения и видов транспорта. В Древней Руси огромное значение играла система рек, покрывающая всю страну. Именно на реках возникли самые ранние русские города — так же как и греческие полисы, одновременно и крепости и центры торговли. Первые славянские (например, Само) и русские князья, в том числе родоначальник русской династии Рюрик, как и большинство людей той эпохи, были не только воинами, но и торговцами, участвовавшими в международной торговле («путь из варяг в греки») и в том числе ради этого создававшие первые города-государства.
После создания царства Ордынского в XIII веке вся Русь покрывается сетью новых военных путей и дорог, созданных для нужд во́йска. Также в это время Русь включается в международную торговлю в Евразии, систему «Великого шёлкового пути». В это же время начинает развиваться гужевой транспорт (знаменитая ямщицкая служба) и торговля с ним связанная, просуществовавшая до конца XIX века, когда её заменила торговля, основанная на железнодорожном транспорте. В XIX веке, например, известна история купца А. Ф. Второва, родоначальника купеческой династии Второвых, который, как и многие другие, начал своё дело с крупных оптовых поставок мануфактуры в Сибирь с Нижегородской ярмарки и Москвы, как тогда говаривали, «добывал хлеб гужом» (гуж — кожаная глухая петля, которой скрепляется хомут с оглоблями).
В XV веке купцам иногда поручались административные и дипломатические задачи, князья могли советоваться с купцами, которые бывали в других странах и могли предоставить о них определённые сведения. Представляли интерес для государства и «хожения» купцов в другие страны.
Зачастую купцы вместо договоров использовали понятие «Слово купеческое», при его нарушении купцов исключали из гильдии.

## Одежда

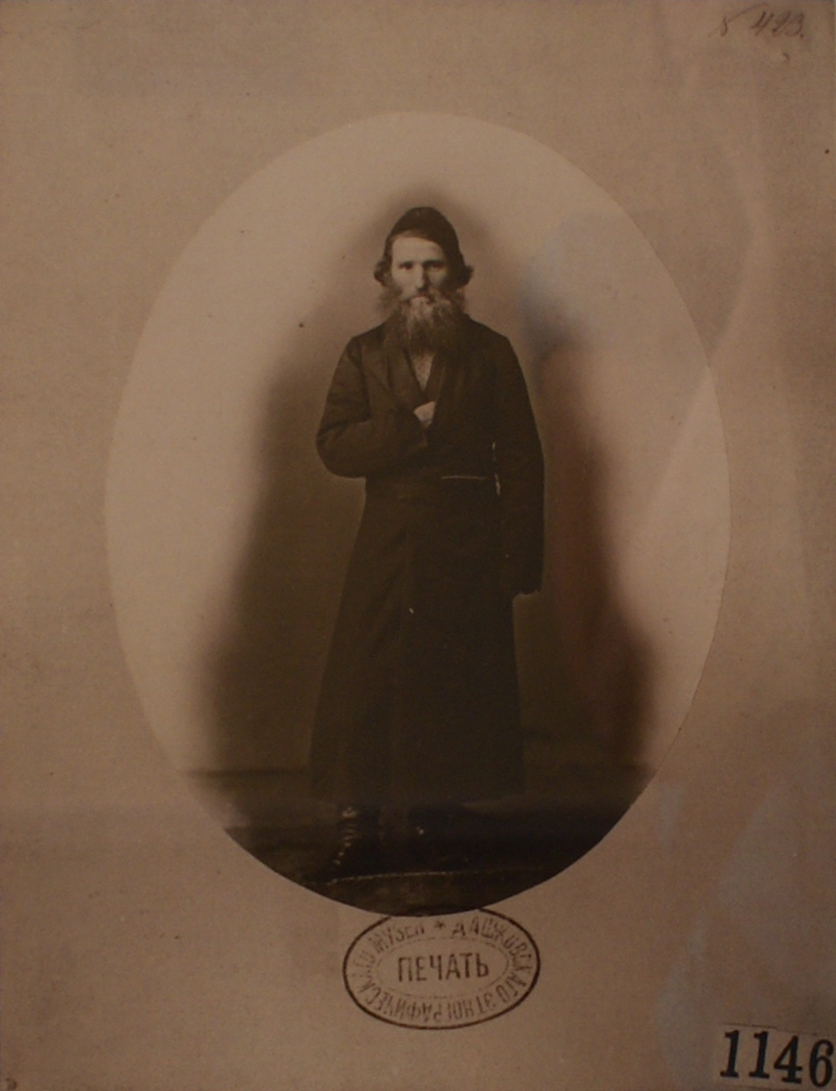
Купец Исаксон, Могилёвская губерния, 1867 год

В будние дни купцы носили картуз (разновидность фуражки), длиннополый, утеплённый, из толстого сукна сюртук, сапоги с высокими голенищами. Сюртуки купцы предпочитали чёрного или темно-синего крепа, кастора или сукна. Пуговицы на купеческих сюртуках были маленькие, размером с двухкопеечную монету, плоские, обтянутые шелком. Широкие брюки (шаровары) заправлялись в сапоги. Часто носили брюки в мелкую клеточку или в полоску. Зимой носили шубы. Мелкие купцы носили утеплённую разновидность сюртука, которая называлась «сибирка». Она одновременно выполняла роль и летнего пальто, и представительского костюма.
В праздничные дни купцы следовали европейской моде, надевали сюртуки, жилетки, туфли, иногда фраки и цилиндры.
Для того, чтобы выделиться, купцы пробовали в своей одежде различные стили: шинель могла сочетаться с цилиндром. Постепенно традиционная русская одежда в гардеробе купца заменялась на европейскую: фраки, визитки, костюмы, зачастую сшитые у столичных мастеров.

## Браки
Жёны купцов были, как правило, моложе мужей. Были широко распространены межсословные браки. Например, в конце XVIII века в Томске и Тюмени внутрисословными были около 15 % купеческих браков. Жёны остальных купцов происходили, в основном, из крестьян и мещан. В первой половине XIX века купцы стали чаще жениться на мещанках, а количество внутрисословных браков выросло до 20—30 %.

## Семья

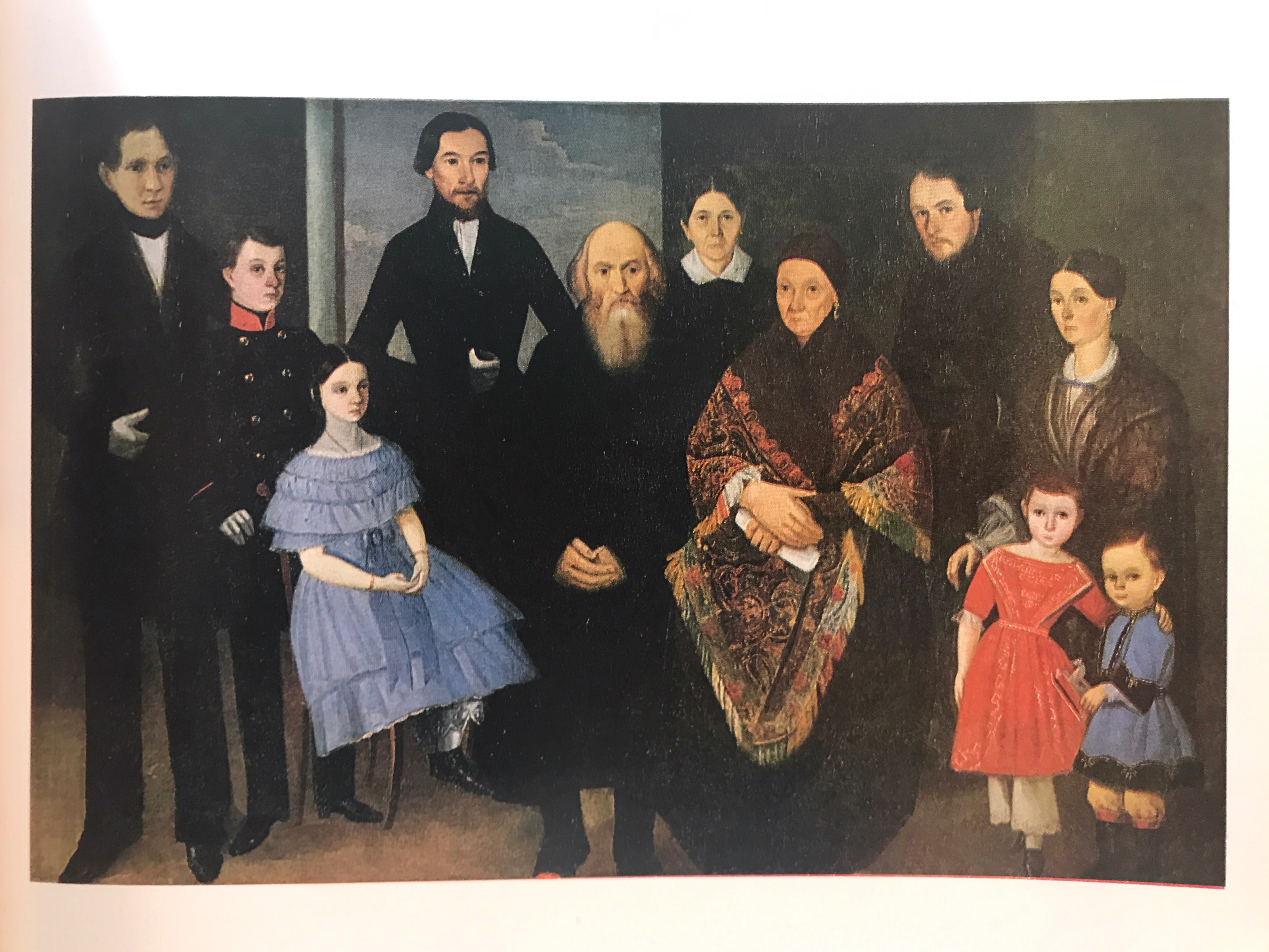
Портрет купеческой семьи. Неизвестный художник, первая половина XIX века

Купеческие семьи — патриархального типа, с большим количеством детей. Семьи купцов-евреев и старообрядцев были бо́льшего размера.
Купеческая семья к тому же была ещё и семейным предприятием — формой купеческой компании. Некоторые из них стали крупнейшими в России компаниями, например «Товарищество А. Ф. Второва с сыновьями».
После смерти мужа купчихи зачастую продолжали его торговую деятельность, несмотря на наличие взрослых сыновей. Дочери купцов в браке могли получать купеческое свидетельство на своё имя и самостоятельно вели свои дела, даже заключали сделки с собственными мужьями.
Разводы были крайне редкими. Разрешение на развод выдавал Святейший Синод.
Дети с раннего возраста начинали трудовую деятельность. С 15—16 лет выезжали в другие города для совершения сделок, работали в лавках, вели конторские книги и так далее.
Многие купеческие семьи имели «воспитанников» — приёмных детей.

## Образ купца в русском искусстве

Памятник тверскому купцу Афанасию Никитину

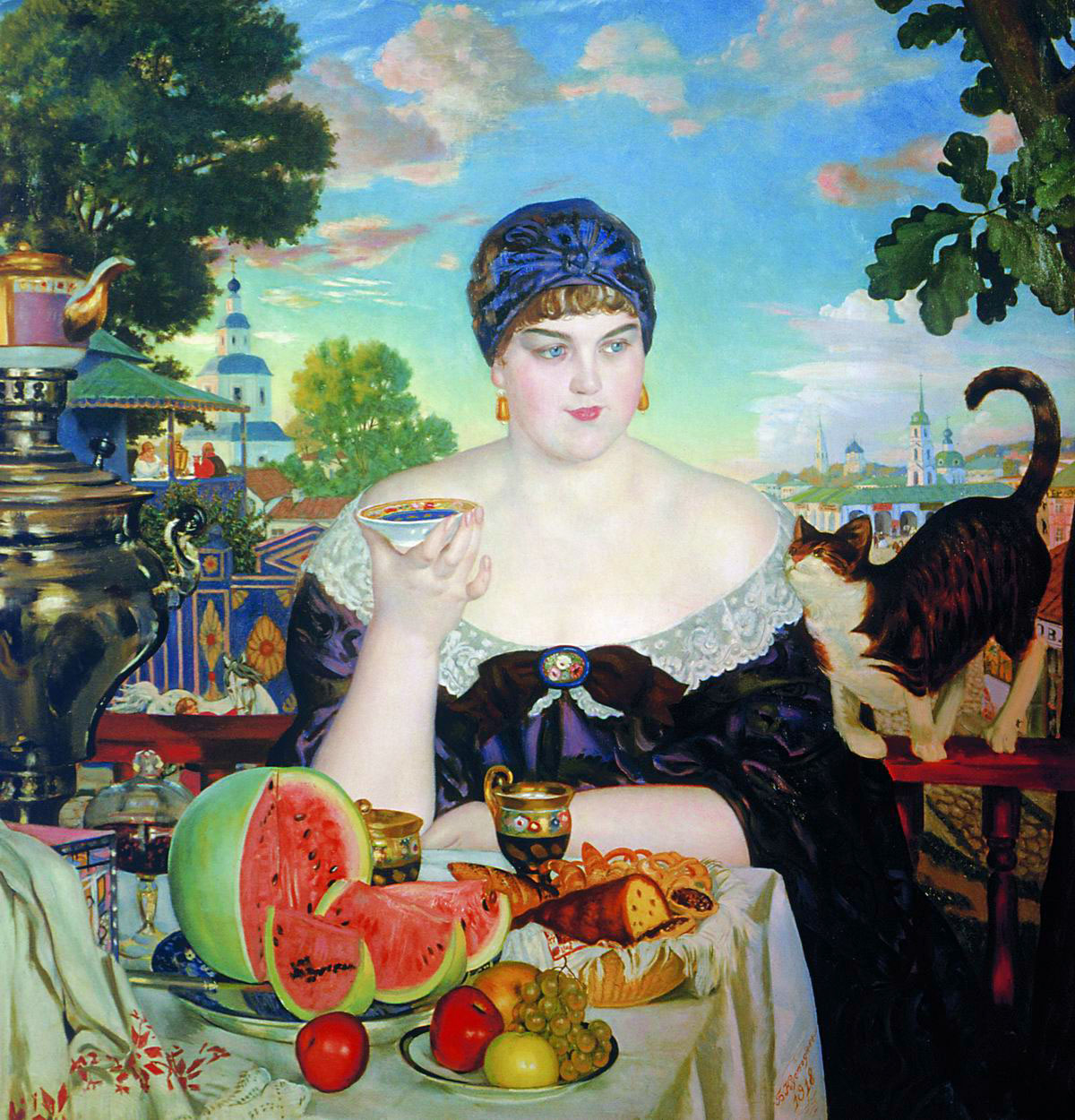
Б. М. Кустодиев. «Купчиха за чаем» (1918), Русский музей

Главным героем оперы М. А. Матинского «Санкт-Петербургский гостиный двор» был купец по фамилии Сквалыгин. Опера приобрела большую популярность. Впервые на сцене показаны быт и нравы «третьего сословия».
Любимым сюжетом Б. М. Кустодиева была жизнь русского купечества.

## Пословицы и поговорки о купцах
- Купец божится, а про себя отрекается.
- Что край, то обычай; что народ, то вера; что купец, то мера.
- Купец, что стрелец: попал, так с полем; а не попал, так заряд пропал!
- По-купецки чай пьёт, да не по-купецки расплачивается.
- На гнилой товар слепой купец.

## Музеи купеческого быта
В Твери расположен Музей тверского быта, который рассказывает о городской культуре XVIII—XIX веков и отражает повседневную жизнь тверских купцов, а также горожан-ремесленников.
В п. Епифань Тульской области есть Музей купеческого быта, являющийся подразделением государственного музея «Куликово поле» (дом, принадлежащий купцу Байбакову).